# Oersted
Oersted  ali ersted (oznaka Oe) je v CGS sistemu enota za merjenje jakosti magnetnega polja.
Imenuje se po danskem fiziku Hansu Christianu Ørstedu (1777 – 1851).

## Definicija
Oersted je enak jakosti magnetnega polja na razdalji 1 cm od neskončno dolgega ravnega vodnika (z zanemarlijim presekom) po katerem teče tok 5 A (amper).
V sistemu SI je 1 oersted definiran kot 1000/4π A/m (amperov na meter), kar je približno 79,577 A/m 
{\displaystyle 1\ \mathrm {Oe} ={\frac {1000}{4\pi }}\ \mathrm {A/m} \approx 79{,}577\ \mathrm {A/m} \,}.
V sistemu SI ni odgovarjajoče enote..

Oersted je tesno povezan z enoto gavs (gauss) s katero v CGS sistemu merimo gostoto magnetnega polja.  Kadar je jakost magnetnega polja v vakuumu enaka 1 Oe, je gostota magnetnega polja enaka 1G (1 G = 10−4 T). Oersted je določen tudi kot jakost magnetnega polja v vakuumu na razdalji 1 cm od enote magnetnega pola . Enoti magnetnega pola se odbijata s silo 1 dine, kadar sta 1 cm narazen.